# Bosque de Waipoua

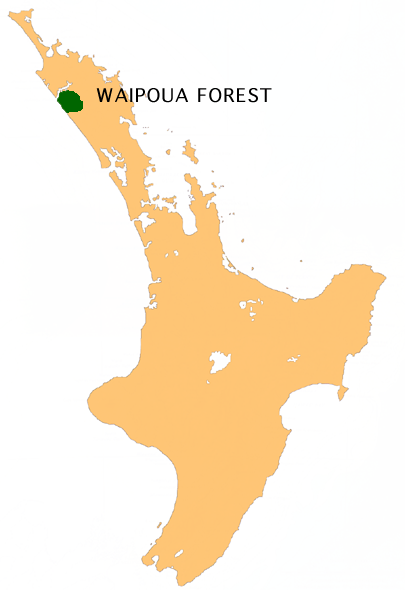
Ubicación del bosque de Waipoua en la Isla Norte de Nueva Zelanda

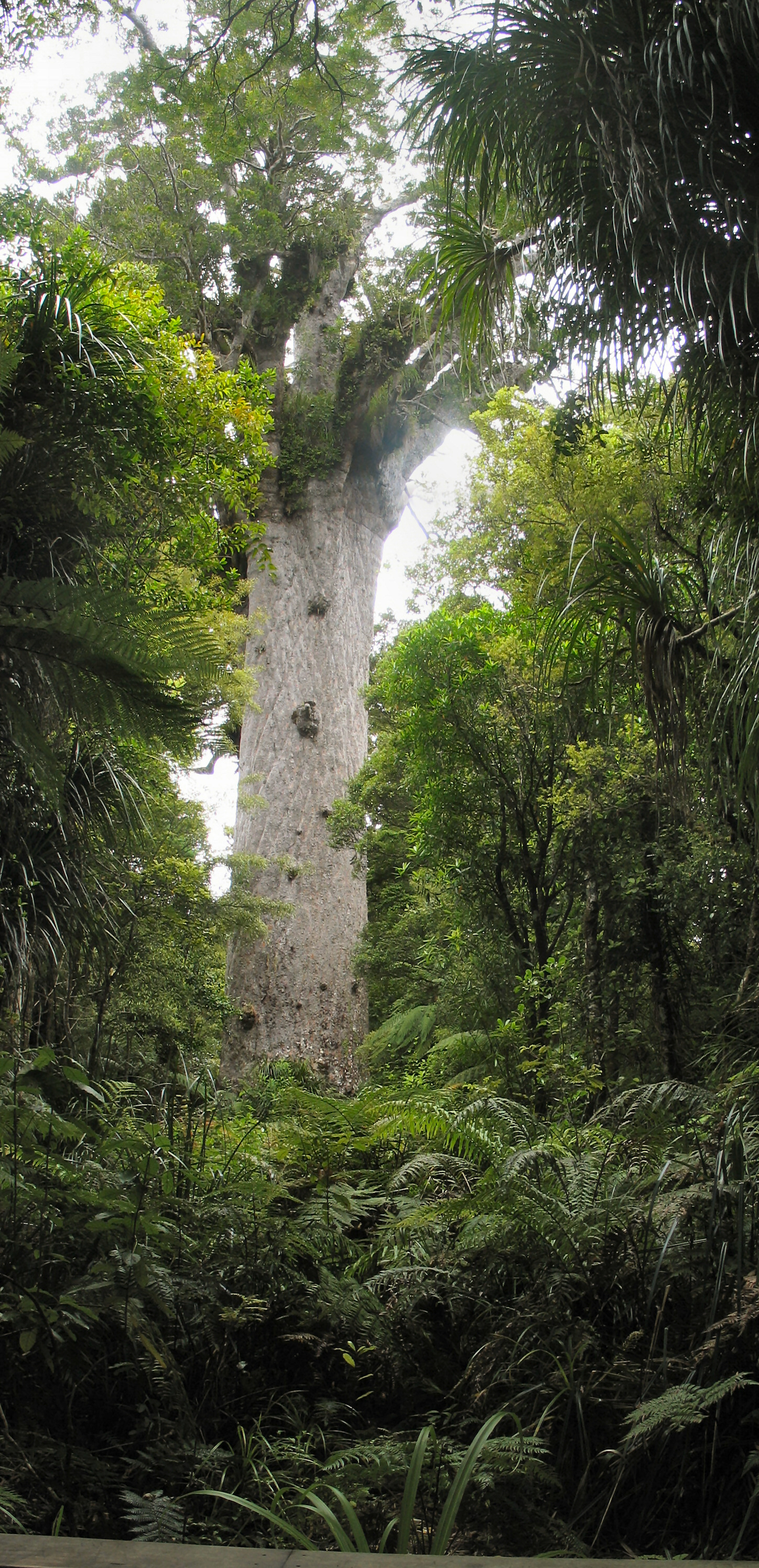
Tāne Mahuta, Señor del Bosque, es el mayor árbol kauri vivo de Nueva Zelanda.

El bosque de Waipoua es un bosque situado en la costa oeste de la región de Northland, en la Isla Norte de Nueva Zelanda. Conserva algunos de los mejores ejemplos de bosque de kauri que quedan en Nueva Zelanda. Destaca por tener dos de los mayores árboles kauri vivos, Tāne Mahuta y Te Matua Ngahere.
El bosque fue declarado santuario en 1952. Una organización comunitaria de voluntarios, el Waipoua Forest Trust, ayuda a mantener el bosque. El santuario limita al sur con la Reserva Professor W.R McGregor, de 350 hectáreas, que lleva el nombre de W. R. McGregor (1894-1977). En la década de 1940, McGregor hizo una exitosa campaña para poner fin a la tala del bosque y conseguir que fuera declarado santuario, estatus que alcanzó en 1952.
En la actualidad, el bosque es una importante atracción para los visitantes de Northland, con unas 200.000 personas que visitan Tāne Mahuta cada año. Esto ha provocado la preocupación por la salud del bosque y la propagación de la enfermedad de la muerte del kauri. También hay senderos fáciles para llegar a Te Matua Ngahere y a las Cuatro Hermanas, y un sendero más largo hacia el sur que lleva al séptimo árbol kauri más grande, el Yakas kauri.

## Ecología
Los bosques de Waipoua, Warawara y Puketi contienen en conjunto unas tres cuartas partes de los kauri maduros que quedan en Nueva Zelanda. El bosque de Waipoua alberga la mayor masa de estos árboles que queda. En él se encuentra Te Matua Ngahere, un notable árbol kauri que es el mayor de Nueva Zelanda por su circunferencia y el segundo por su volumen, y cuya edad se estima entre 2.000 y 3.000 años. Los árboles están amenazados por el hongo Phytophthora taxon Agathis. El Waipoua Forest Trust ha pedido al gobierno que actúe urgentemente para encontrar una solución al problema. El bosque cuenta con la mayor población de kiwis marrones de Northland. En el altiplano se pueden encontrar poblaciones del kōkako de la Isla Norte, que está en peligro de extinción.
Un incendio forestal amenazó el bosque de Waipoua cuando se produjo el 1 de febrero de 2007 después de que alguien cocinara mejillones en una hoguera en una playa cercana. El fuego quemó una plantación de pinos adyacente al bosque autóctono, pero destruyó la vegetación de los humedales, de gran importancia ecológica, y se acercó a 3 kilómetros del emblemático Tāne Mahuta. Los bomberos locales y los voluntarios de la conservación lucharon contra el fuego y consiguieron detener su propagación con helicópteros y cortafuegos. Se perdieron millones de dólares en pinos y muchas aves en peligro de extinción, entre ellas unos 20 kiwis pardos de la Isla Norte. En total, el incendio se cobró más de 2 kilómetros cuadrados de vegetación.

## Historia

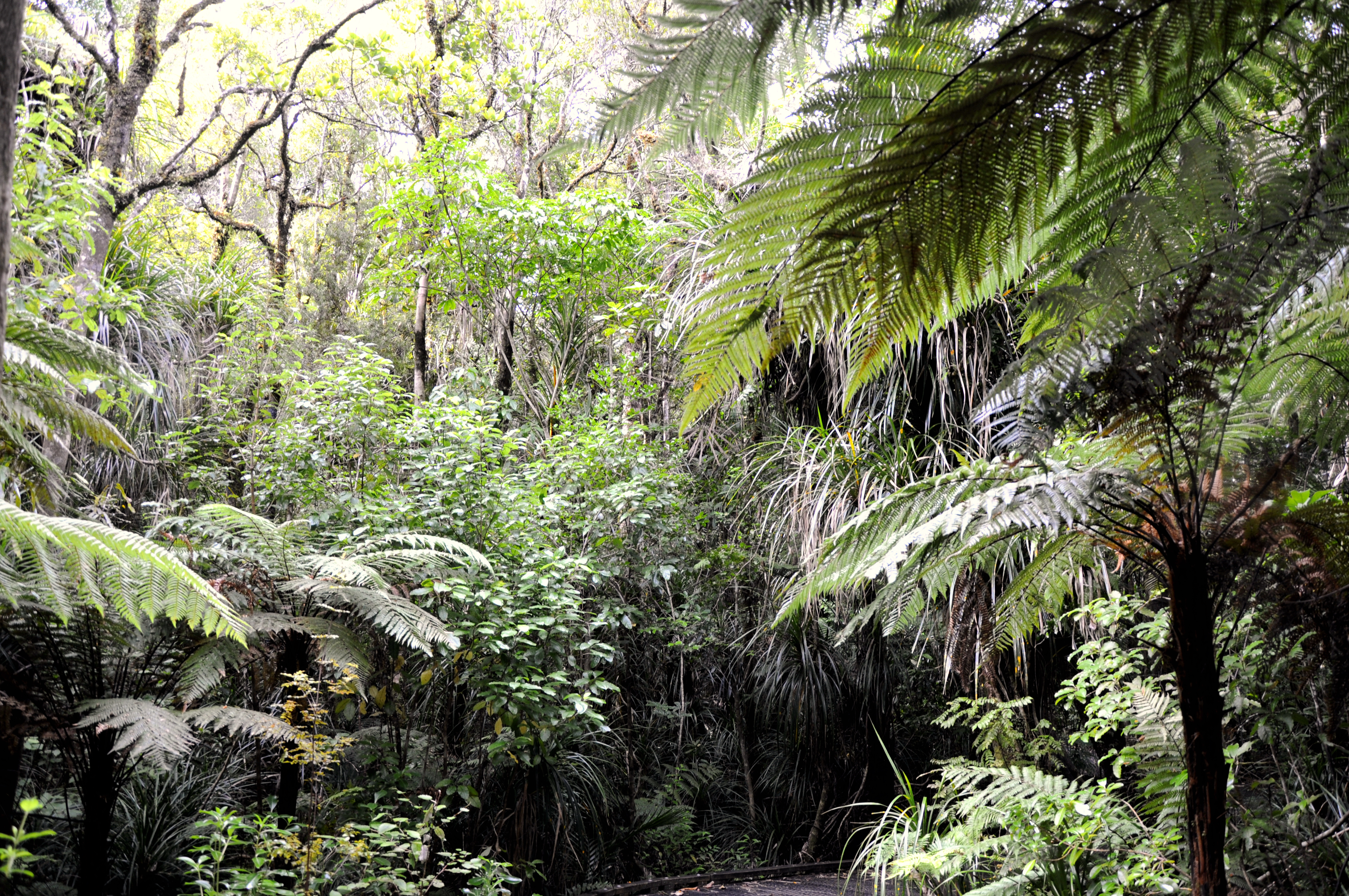
La selva del bosque de Waipoua.

El bosque de Waipoua se compró a los maoríes como parte del bloque de Waipoua en 1876 por algo más de 2.000 libras. En aquella época cubría unos 80 kilómetros cuadrados.
En 1885, el bosque de Waipoua pasó a estar bajo la disposición de la Ley de Bosques del Estado, y una superficie de 90 km² se constituyó en Reserva Forestal del Estado. Una de las razones por las que se salvó de la destrucción en épocas anteriores fue su lejanía combinada con la dificultad de extraer su madera. Otra razón fue que, al igual que en el Warawara del norte, las precipitaciones eran más constantes y abundantes, por lo que los incendios maoríes y europeos no lo habían arrasado (como ocurrió con el Kaihu, el Puhipuhi y grandes partes del bosque de Coromandel en las décadas de 1870 y 1880).
En 1907, el bosque de Waipoua, el bosque de Warawara y una o dos reservas más pequeñas eran los únicos bosques vírgenes de kauri que quedaban en manos del Estado. En 1913, una Comisión Real de Bosques recomendó que una zona especialmente seleccionada de 0,8 kilómetros cuadrados del bosque de Waipoua y la totalidad del bosque de Warawara, de 50 kilómetros cuadrados, se establecieran como bosques nacionales de kauri para el pueblo de Nueva Zelanda. En 1926 se construyó una carretera que atravesaba el bosque de Waipoua para facilitar el acceso a las tierras de los colonos vecinos.
En la década de 1940 se supo que el Servicio Forestal del Estado estaba cortando kauri en Waipoua. En 1947, la Sociedad Progresista de Whangarei, en asociación con la Real Sociedad de Protección de los Bosques y las Aves, la Sociedad de Conservación de Waipoua y otras organizaciones, consiguió más de 43.000 firmas en una petición en la que se solicitaba la "declaración del Bosque Estatal de Waipoua como parque nacional bajo un consejo de administración, y que cesaran todas las actividades de tala y otras actividades forestales estatales". La petición constaba de trece volúmenes de firmas y fue presentada por el diputado por Marsden, AJ Murdoch, en una carretilla al Parlamento el 25 de septiembre de 1947. Su esperanza era que 160 kilómetros cuadrados en Waipoua fueran apartados para siempre, inviolados de la interferencia del hombre. Siguieron otras peticiones, y el 2 de julio de 1952 se proclamó santuario forestal una zona de más de 80 kilómetros cuadrados. El zoólogo William Roy McGregor fue uno de los impulsores de este movimiento, escribiendo un panfleto ilustrado de 80 páginas sobre el tema, que resultó ser un eficaz manifiesto para la conservación.
A finales de la década de 1960, en violación de las recomendaciones de 1913, adoptadas de facto, el Gobierno Nacional inició la tala de árboles en el bosque de Warawara. Esto no se detuvo hasta 1972 tras una gran protesta pública y el cumplimiento de una promesa electoral del gobierno laborista entrante. En este breve periodo, se taló aproximadamente 1/5 del bosque (alrededor de 1/4 por volumen de madera).

## Clima
| Parámetros climáticos promedio de bosque de Waipoua (1961−1990) | Parámetros climáticos promedio de bosque de Waipoua (1961−1990) | Parámetros climáticos promedio de bosque de Waipoua (1961−1990) | Parámetros climáticos promedio de bosque de Waipoua (1961−1990) | Parámetros climáticos promedio de bosque de Waipoua (1961−1990) | Parámetros climáticos promedio de bosque de Waipoua (1961−1990) | Parámetros climáticos promedio de bosque de Waipoua (1961−1990) | Parámetros climáticos promedio de bosque de Waipoua (1961−1990) | Parámetros climáticos promedio de bosque de Waipoua (1961−1990) | Parámetros climáticos promedio de bosque de Waipoua (1961−1990) | Parámetros climáticos promedio de bosque de Waipoua (1961−1990) | Parámetros climáticos promedio de bosque de Waipoua (1961−1990) | Parámetros climáticos promedio de bosque de Waipoua (1961−1990) | Parámetros climáticos promedio de bosque de Waipoua (1961−1990) |
| Mes                                                             | Ene.                                                            | Feb.                                                            | Mar.                                                            | Abr.                                                            | May.                                                            | Jun.                                                            | Jul.                                                            | Ago.                                                            | Sep.                                                            | Oct.                                                            | Nov.                                                            | Dic.                                                            | Anual                                                           |
| --------------------------------------------------------------- | --------------------------------------------------------------- | --------------------------------------------------------------- | --------------------------------------------------------------- | --------------------------------------------------------------- | --------------------------------------------------------------- | --------------------------------------------------------------- | --------------------------------------------------------------- | --------------------------------------------------------------- | --------------------------------------------------------------- | --------------------------------------------------------------- | --------------------------------------------------------------- | --------------------------------------------------------------- | --------------------------------------------------------------- |
| Temp. máx. media (°C)                                           | 23.2                                                            | 23.6                                                            | 22.7                                                            | 20.3                                                            | 17.8                                                            | 15.8                                                            | 15.0                                                            | 15.4                                                            | 16.4                                                            | 17.9                                                            | 19.7                                                            | 21.6                                                            | 19.1                                                            |
| Temp. media (°C)                                                | 18.1                                                            | 18.5                                                            | 17.8                                                            | 15.5                                                            | 13.2                                                            | 11.4                                                            | 10.4                                                            | 11.0                                                            | 12.1                                                            | 13.4                                                            | 15.0                                                            | 16.6                                                            | 14.4                                                            |
| Temp. mín. media (°C)                                           | 13.1                                                            | 13.4                                                            | 12.9                                                            | 10.7                                                            | 8.5                                                             | 7.0                                                             | 5.9                                                             | 6.6                                                             | 7.7                                                             | 8.9                                                             | 10.3                                                            | 11.7                                                            | 9.7                                                             |
| Precipitación total (mm)                                        | 80.8                                                            | 89.9                                                            | 105.7                                                           | 121.3                                                           | 151.7                                                           | 193.9                                                           | 182.5                                                           | 173.0                                                           | 143.1                                                           | 131.4                                                           | 110.7                                                           | 100.0                                                           | 1584.0                                                          |
| Fuente: NOAA                                                    |                                                                 |                                                                 |                                                                 |                                                                 |                                                                 |                                                                 |                                                                 |                                                                 |                                                                 |                                                                 |                                                                 |                                                                 |                                                                 |

## Fondo Forestal de Waipoua

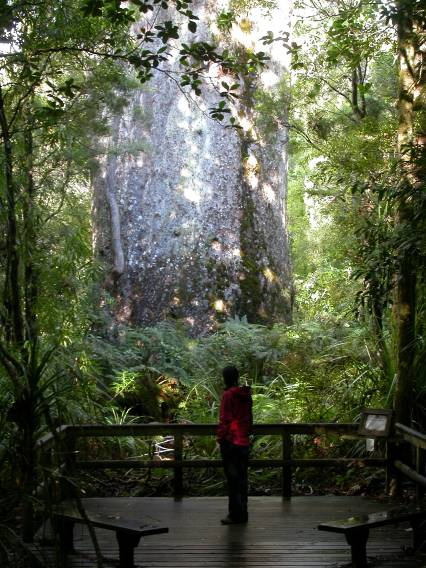
La circunferencia de Te Matua Ngahere comparada con la de una persona, para que se vea la escala.

Waipoua Forest Trust es una organización medioambiental de base comunitaria creada en 1999 para proteger los bosques de kauri de la zona de Waipoua. El Trust es una asociación conjunta entre el Native Forests Restoration Trust y Te Roroa, los guardianes maoríes de Waipoua. Las dos organizaciones ayudan a orientar al Departamento de Conservación en su función de gestión.

### Propiedad
En marzo de 2000, el ministro de Asuntos Internos de Nueva Zelanda, Mark Burton, puso en marcha el Bosque del Milenio Kauri al sur del Bosque de Waipoua, concediendo una subvención de la lotería de 1,4 millones de dólares y regalando el título de propiedad de las tierras al Waipoua Forest Trust. La mayor parte del dinero se destinó a la compra de más tierras para proteger los límites del sur del bosque. El Trust coopera con el Native Forests Restoration Trust, que gestiona la Reserva Professor McGregor. Ha comprado tierras de labranza al norte de la Reserva McGregor, ayudando a preservar el límite sur de la cuenca del Waipoua. A través de un convenio con el Queen Elizabeth II National Trust, el fideicomiso administra unas 16 ha del bosque de Marlborough Road al sur de la reserva de Waipoua.

## Actividades
La fundación intenta salvar los últimos árboles kauri antiguos y ayudar a la fauna del parque a recuperarse. La fundación participa activamente en la resiembra y la conversión de las tierras previamente taladas a su estado forestal original y también está trabajando en la creación de un criadero de kiwis. Se ha dado a conocer mediante una exposición fotográfica en el Museo Kauri de Matakohe. El ASB Community Trust concedió al Waipoua Forest Trust 810.000 dólares en 2007.
Los voluntarios se dedican a desbrozar las zonas previamente plantadas, a mantener el terreno, a recoger semillas de lino y a vigilar y erradicar plagas como las ratas y las zarigüeyas. En junio de 2007, el fideicomiso había invertido más de 4 millones de NZ en la protección y restauración de tierras. El consejo del Distrito de Kaipara ha apoyado a la fundación en su solicitud de financiación al Ministerio de Medio Ambiente para replantar zonas del dominio con vegetación autóctona. En noviembre de 2007, la fundación se manifestó en contra de la decisión del Departamento de Conservación de talar un árbol kauri de 600 años de antigüedad en el marco de un proyecto de ampliación de una carretera.
En abril de 2009, Alex Nathan, presidente de Te Roroa Whatu Ora y de Waipoua Forest Trust, se reunió con su homólogo de la comunidad de Yakushima, en Japón, que tiene una preocupación similar por la conservación de los antiguos árboles gigantes. Los dos líderes lanzaron el proyecto "Familia de Árboles Antiguos" para aumentar la conciencia mutua y fomentar el ecoturismo. El acuerdo se produjo tras una serie de visitas y conversaciones entre los miembros de la fundación y otros grupos neozelandeses interesados y sus homólogos en Japón. En mayo de 2009, el trust fue uno de los patrocinadores de la carrera del bosque de Waipoua, en la que participaron muchos visitantes japoneses.